# 반려견

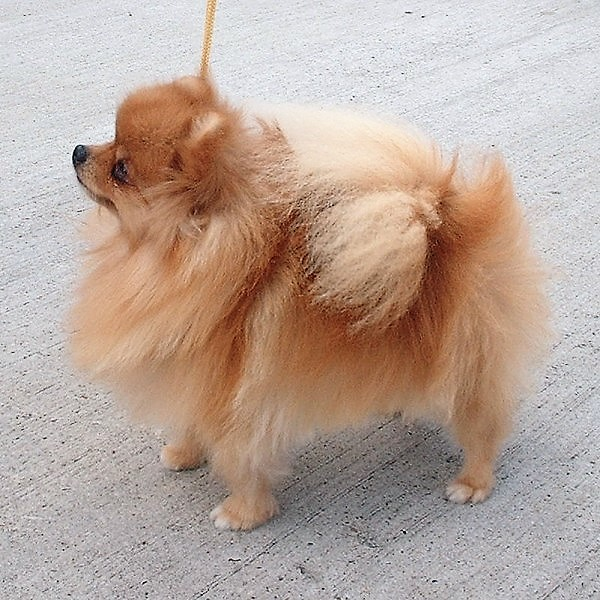
포메라니안 개는 큰 썰매형 개와 장난감 멜리타이의 두 가지 유형으로 시작했다. 썰매형 개는 교배되어 작은 개와 교배되어 오늘날의 작은 반려견이 되었다.

반려견(伴侶犬)은   한 가족처럼 사람과 더불어 살아가는 개를 가리킨다.  반려견은 보호자와의 정서적 교류를 위해  함께 생활하는 개이다.  반려견은 보호자와의 관계에서 서로 이해를 바탕으로 사회성 교육을 받아 가정에서뿐만아니라 산책, 반려견 놀이터등에서 사회적 활동을 할 수 있도록 학습한다. 심리학에서뿐만아니라 사회학적으로도 반려견을 가족의 구성원으로 인정하고 있다.